# Psiloscirtus debilis
Psiloscirtus debilis är en insektsart som först beskrevs av Rehn, J.A.G. 1913.  Psiloscirtus debilis ingår i släktet Psiloscirtus och familjen gräshoppor. Inga underarter finns listade i Catalogue of Life.